# Quartzo amarelo
O Quartzo amarelo (também chamado indevidamente de citrino), é uma das variedades do mineral quartzo. Ele possui uma coloração amarela, e se diferencia do Citrino unicamente pelo brilho. O quartzo amarelo possui um brilho mineralógico vítreo (em alusão ao vidro), diferentemente do citrino, que apresenta um brilho predominantemente Opalescente (termo utilizado em referência ao brilho do leite).